# Cologne Grand Prix
Il Cologne Grand Prix è stato un torneo di tennis facente parte del Grand Prix giocato dal 1976 al 1986 a Colonia in Germania su campi in cemento indoor.

## Albo d'oro

### Singolare
| Anno      | Vincitore      | Finalista          | Punteggio          |
| --------- | -------------- | ------------------ | ------------------ |
| 1971      | Robert Lutz    | Jeff Borowiak      | 6–3, 6–7, 6–3, 6–2 |
| 1972      | Non disputato  |                    |                    |
| 1973      | Jan Kodeš      | Brian Fairlie      | 6–1, 6–3, 6–1      |
| 1974-1975 | Non disputato  |                    |                    |
| 1976      | Jimmy Connors  | Frew McMillan      | 6–2, 6–3           |
| 1977      | Björn Borg     | Wojciech Fibak     | 2–6, 7–5, 6–3      |
| 1978      | Wojciech Fibak | Vijay Amritraj     | 6–2, 0–1 ritiro    |
| 1979      | Gene Mayer     | Wojciech Fibak     | 6–3, 3–6, 6–1      |
| 1980      | Robert Lutz    | Nick Saviano       | 6–4, 6–0           |
| 1981      | Ivan Lendl     | Sandy Mayer        | 6–3, 6–3           |
| 1982      | Kevin Curren   | Shlomo Glickstein  | 2–6, 6–2, 6–3      |
| 1983      | Matt Doyle     | Hans-Dieter Beutel | 1–6, 6–1, 6–2      |
| 1984      | Joakim Nyström | Miloslav Mečíř     | 7–6, 6–2           |
| 1985      | Peter Lundgren | Ramesh Krishnan    | 6–3, 6–2           |
| 1986      | Jonas Svensson | Stefan Eriksson    | 6–7, 6–2, 6–2      |

### Doppio
| Anno      | Vincitori                        | Finalisti                         | Punteggio               |
| --------- | -------------------------------- | --------------------------------- | ----------------------- |
| 1971      | Tom Okker Marty Riessen          | Roy Emerson Rod Laver             | 6–7, 3–6, 7–6, 6–3, 6–4 |
| 1972      | Non disputato                    |                                   |                         |
| 1973      | Mark Cox Graham Stilwell         | Tom Okker Marty Riessen           | 7–6, 6–3                |
| 1974-1975 | Non disputato                    |                                   |                         |
| 1976      | Bob Hewitt Frew McMillan         | Colin Dowdeswell Mike Estep       | 6–1, 3–6, 7–6           |
| 1977      | Bob Hewitt Frew McMillan         | Fred McNair Sherwood Stewart      | 6–3, 7–5                |
| 1978      | Peter Fleming John McEnroe       | Bob Hewitt Frew McMillan          | 6–3, 6–2                |
| 1979      | Gene Mayer Stan Smith            | Heinz Günthardt Pavel Složil      | 6–3, 6–4                |
| 1980      | Bernard Mitton Andrew Pattison   | Jan Kodeš Tomáš Šmíd              | 6–4, 6–1                |
| 1981      | Sandy Mayer Frew McMillan        | Jan Kodeš Karl Meiler             | 6–0, 6–3                |
| 1982      | José Luis Damiani Carlos Kirmayr | Hans-Dieter Beutel Christoph Zipf | 6–2, 3–6, 7–5           |
| 1983      | Nick Saviano Florin Segărceanu   | Paul Annacone Eric Korita         | 6–3, 6–4                |
| 1984      | Wojciech Fibak Sandy Mayer       | Jan Gunnarsson Joakim Nyström     | 6–1, 6–3                |
| 1985      | Alex Antonitsch Michiel Schapers | Jan Gunnarsson Peter Lundgren     | 6–4, 7–5                |
| 1986      | Kelly Evernden Chip Hooper       | Jan Gunnarsson Peter Lundgren     | 6–4, 6–7, 6–3           |